# Río Borosa
Río Borosa är ett vattendrag i Spanien.   Det ligger i provinsen Provincia de Jaén och regionen Andalusien, i den södra delen av landet, 280 km söder om huvudstaden Madrid.